# Irenisme
Irenisme (van het Griekse: εἰρήνη, eirene - vrede) is de naam van een aantal stromingen in de Christelijke theologie, die de overeenkomsten, vergelijkbare leerstellingen en riten van verschillende religies benadrukt. Het bijvoeglijk naamwoord irenisch betekent zodoende 'vredelievend', 'vredestichtend', 'bemiddelend'. Tegenwoordig wordt het woord niet vaak meer gebruikt; het begrip is nu vervangen door oecumene en door 'dialoog tussen de kerken'.
Volgens sommigen was Erasmus de eerste die het irenisme formuleerde. Hij stelde voor om de theologische verschillen die in de Reformatie tot uitdrukking waren gekomen tussen katholieken en protestanten, door overleg en vermenging te voorkomen.
In de daaropvolgende eeuwen zijn verschillende theologen en filosofen als irenisch te beschouwen, onder wie de lutherse theoloog Georg Calixt en ook de denker Gottfried Wilhelm Leibniz.
Door de Katholieke Kerk wordt het begrip irenisme gebruikt voor een stroming die (de formulering van) de waarheden van het katholiek geloof relativeert in een streven naar verstandhouding met andersdenkenden. Zowel paus Pius XII met zijn encycliek Humani Generis (1950) als het Tweede Vaticaans Concilie met het decreet Unitatis redintegratio (1964) waarschuwden hiertegen.
Een modernere vorm van irenisme, die men kan vinden in de meer extreme vleugels van de oecumenische beweging, beschouwt de verschillen tussen de christelijke kerken als door tradities beschermde toevallige ontwikkelingen, die voor de Waarheid onbelangrijk zijn.